# Conus elongatus
Conus elongatus é uma espécie de gastrópode do gênero Conus, pertencente à família Conidae.